# Christopher Sommers
Christopher Grantley Sommers (30 de junio de 1977) es un actor nacido en Irlanda que se mudó a Australia.

## Educación
Recibió una Licenciatura en Bellas Artes (Actuación) de la Queensland University of Technology (2000-2002). Realizó Master Classes en el 16th Street Studio (Melbourne) en 2012 con Ellen Burstyn, 2014 con Carl Ford y con Larry Moss en 2014 y 2016. También asistió a una Masterclass con Ivana Chubbuch en Los Ángeles en 2016.

## Carrera de actuación
Mientras realizaba su carrera, Sommers actuó en varias producciones teatrales, comenzando en 2001 en Uncle Vanya. Después de su graduación, actuó con varias compañías importantes, principalmente en Queensland, aunque viajó interestatalmente con producciones en gira.
Su primer papel fue en un cortometraje, The Machine, en 2002 y desde entonces ha aparecido en cortometrajes, series de televisión y largometrajes.
Ha trabajado con Russell Crowe en The Water Diviner (2014), con Ethan Hawke y Sarah Snook en Predestination (2014) y con John Cusack en Drive Hard (2014). En 2016 Sommers protagonizó el western de zombis, Bullets for the Dead, la primera película de una empresa conjunta entre Cathartic Pictures, con sede en Brisbane, y el agente de ventas británico Stealth Media Group. Está destinado a filmar una serie de películas de género de bajo presupuesto para su venta internacional.
Sommers ha interpretado diversos personajes, incluidos un científico, un patán que ataca los arbustos, un soldado y comedia, y dice que envejecer y cambiar su apariencia le permite desempeñar diferentes roles. Sommers también interpreta a un profesor mediano mágico en la serie The Bureau of Magical Things.

## Enseñanza
Sommers es cocreador del 21 Day Actors Challenge. Junto con Angela Olyslager y Tanya Schneider, han elaborado un programa para ayudar a los actores. El programa está en línea e incluye ejercicios de actuación que ayudan a los participantes a estar mejor preparados para papeles en teatro y cine. También organizan talleres de fin de semana.

## Filmografía

### Películas
| Año  | Título                                    | Papel                         | Notas        |
| ---- | ----------------------------------------- | ----------------------------- | ------------ |
| 2002 | The Machine                               | Scarred Man                   | Cortometraje |
| 2007 | Counter                                   | James Dalton                  | Cortometraje |
| 2007 | Unfinished Sky                            | Mike Potter                   |              |
| 2007 | All My Friends Are Leaving Brisbane       | Kane/Negative Man             |              |
| 2008 | The Horseman                              | Pauly                         |              |
| 2008 | The Prams                                 | Earl                          | Cortometraje |
| 2010 | Jucy                                      | Nate                          |              |
| 2011 | Attached                                  | Michael                       | Cortometraje |
| 2012 | Silver Stilletto                          | Trevor Fenton                 | Cortometraje |
| 2012 | Jacob Fights Giants                       | Neil Rockford                 | Cortometraje |
| 2013 | Cough                                     | Brett                         | Cortometraje |
| 2014 | Predestination                            | Mr. Miller                    |              |
| 2014 | Sailboats                                 | Adam                          | Cortometraje |
| 2014 | Ouroboros                                 | Linden Connor                 | Cortometraje |
| 2014 | Drive Hard                                | Gas Station Attendant         |              |
| 2014 | Letter to Annabelle                       | James                         | Cortometraje |
| 2014 | The Water Diviner                         | Tucker                        |              |
| 2014 | Inverse                                   | John                          | Cortometraje |
| 2014 | Power State                               | Martin Andrews                | Cortometraje |
| 2015 | The Fear of Darkness                      | Detective Constable Gardiner  |              |
| 2015 | Actor's Apocalypse                        | Oficial de Servicios Sociales | Cortometraje |
| 2015 | The Girlfriend                            | Steve                         | Cortometraje |
| 2015 | Bullets for the Dead                      | James Dalton                  |              |
| 2015 | Brothers                                  | Policía                       | Cortometraje |
| 2016 | The Insect & the Alien                    | Owen                          | Cortometraje |
| 2017 | Emporium                                  | Kent                          | Cortometraje |
| 2017 | Australia Day                             | Desk Sergeant                 |              |
| 2017 | Slaughter at Lonesome Rock                | Sargento Matthew Cooper       | Cortometraje |
| 2018 | A Picture of Other People                 | Paramedico                    | Cortometraje |
| 2019 | A Guide to Dating at the End of the World | Ken                           |              |
| 2019 | Danger Close: The Battle of Long Tan      | Capitán Peter Raw             |              |
| 2019 | Burden                                    | The Man                       | Cortometraje |
| 2022 | Elvis                                     | Horace Logan                  |              |
| 2023 | The Portable Door                         | Arthur Tanner                 |              |

### Televisión
| Año       | Título                         | Papel                     | Notas                             |
| --------- | ------------------------------ | ------------------------- | --------------------------------- |
| 2004      | Love Bytes                     | Neal                      | 4 episodios                       |
| 2006      | Monarch Cove                   | Mecánico                  | Episodio: "Episode 11"            |
| 2007      | The Starter Wife               | Clarity Harbor Staffer #2 | Episodio: "Hour 3"; miniseries    |
| 2008      | The Strip                      | Barry Barrington          | Episodio: "House of Ill Repute"   |
| 2011      | Sea Patrol                     | Jason Merritt             | Episodio: "Dead Zone"             |
| 2011      | Terra Nova                     | Earl                      | Episodio: "Genesis: Part 1"       |
| 2012      | Fatal Honeymoon                | Inmate 1                  | Película de TV                    |
| 2013      | Reef Doctors                   | Liam                      | Episodio: "Episode 5"             |
| 2014      | Parer's War                    | Dr. Bill McLean           | Película de TV                    |
| 2015      | Texas Rising: The Lost Soldier | Settler                   | Episodio: "Chapter 1"; miniseries |
| 2015      | Mako: Island of Secrets        | Mr. Johnson               | Episodio: "The Siren"             |
| 2016      | Wanted                         | Dirk                      | Episodio: "Detour"                |
| 2016      | Hunters                        | Sterling Martinez         | 2 episodios                       |
| 2017      | Dirty, Clean & Inbetween       | James                     | Piloto                            |
| 2018      | Harrow                         | Detective Leichhardt      | 2 episodios                       |
| 2018–2021 | The Bureau of Magical Things   | Profesor Maxwell          | Protagonista (18 episodios)       |
| 2019      | Secret City: Under the Eagle   | John Smith                | Episodio: "Broken Bird"           |
| 2019      | Nevernight                     | Hangman                   | Protagonista; miniserie           |
| 2020      | The End                        | Beau                      | 2 episodios                       |
| 2021      | Sweet Tooth                    | Spaghetti                 | Episodio: "Part One"              |
| 2021      | Interface                      | Lucian                    | 5 episodios                       |